# Ляпас, якого не було
«Ляпас, якого не було» (рос. «Пощёчина, которой не было») — радянський художній фільм 1987 року, знятий Кіностудією ім. М. Горького.

## Сюжет
У десятому класі однієї з міських шкіл сталася надзвичайна подія. Порушивши спокійний плин уроку літератури, колишній учень школи Саша Цимбалей, увірвавшись на урок, отримав дзвінкий ляпас Соні Журавльової. Ошелешена директорка побігла дзвонити в міліцію, а хлопці сиділи за партами, як ніби нічого не сталося. Ніхто не заступився за зганьблену честь однокласниці. У чому справа? Може, це любов?

## У ролях
- Андрій Болтнєв — старший лейтенант міліції Лапиков
- Людмила Соловйова — Поліна Антонівна, директорка школи, вчителька літератури
- Володимир Стеклов — Анатолій Тарасович, класний керівник, вчитель праці
- Ольга Рачинська — Соня Журавльова
- Вадим Любшин — Саша Цимбалей
- Ігор Кашинцев — батько Цімбалея
- Ксенія Стриж — Оля Наумова (роль озвучена іншою акторкою)
- Олександр Стриженов — Володя Іпатов
- Ірина Савіна — сусідка Цімбалєєв
- Володимир Шихов — лейтенант Прохоров
- Галина Клевенко — Галина Михайлівна, тренерка зі стрибків у воду
- Олексій Корсунський — Ігор Бєлозьоров, юний викрадач
- Андрій Касьянов — Сімохін, учень 10-го класу
- Алла Костюкова — учениця 10-го класу
- Дмитро Биков — учень 10-го класу
- Валерій Трошин — учень 10-го класу
- Є. Сеченова — учениця 10-го класу
- А. Пушкіна — учениця 10-го класу
- А. Лич — учень 10-го класу
- Ілля Наумов — учень 10-го класу
- Дмитро Урюпін — учень 10-го класу
- Дмитро Жучков — епізод
- К. Мохначов — епізод
- М. Родіна — епізод
- Є. Малова — епізод
- О. Семикопенко — епізод
- Олена Хрустальова — епізод
- П. Астапович — епізод
- Олена Зайцева — Матвєєва
- І. Сенатський — епізод
- Антон Суховерко — епізод
- Євген Черніцин — епізод
- Алла Фєдонова — Александрова

## Знімальна група
- Режисер — Ігор Шатров
- Сценаристи — Рустам Ібрагімбеков, Віктор Багдасаров
- Оператор — Андрій Кириллов
- Композитор — Олександр Журбін
- Художник — Марк Горелик